# کریستین دنیس
کریستین دنیس (انگلیسی: Kristian Dennis؛ زادهٔ ۱۱ مارس ۱۹۹۰) بازیکن فوتبال اهل بریتانیا است.
از باشگاه‌هایی که در آن بازی کرده‌است می‌توان به باشگاه فوتبال اشتون یونایتد، باشگاه فوتبال مکلسفیلد تاون، باشگاه فوتبال استوک‌پورت کانتی، و باشگاه فوتبال کرزن اشتون اشاره کرد.